# Hadi Choopan
Hadi Choopan (pers. هادی چوپان), ur. 26 września 1987 w Abnow, (prowincja Fars)  – irański kulturysta profesjonalny. Mistrz świata w kulturystyce zawodowców (Mr. Olympia) w roku 2022.  

## Ważniejsze osiągnięcia
- 2024 – Arnold Classic -
- 2024 – Mr. Olympia -
- 2023 – Mr. Olympia -
- 2022 – Mr. Olympia -
- 2021 – Mr. Olympia -
- 2020 – Mr. Olympia -
- 2019 – Mr. Olympia -
- 2019 – IFBB Vancouver Pro -
- 2018 – Grand Prix Azji -
- 2017 – Mr Olympia Amatorów -
- 2017 – IFBB Sheru Classic -
- 2017 – Grand Prix Azji -
- 2015 – Mistrzostwa Świata WBPF -
- 2014 – Mistrzostwa Świata WBPF -
- 2013 – Mistrzostwa Świata WBPF -
- 2013 – Mistrzostwa Azji WBPF -
- 2012 – Mistrzostwa Świata WBPF -

## Źródła
- Derek Hall: Hadi Choopan – Complete Profile: Height, Weight, Biography. [w:] FitnessVolt [on-line]. 2020-06-15. [dostęp 2020-10-02]. (ang.).
- Profil Hadiego Choopana w portalu internetowym Greatest Physiques